# توليجنو
توليجنو هي كومونا (بلدية) في مقاطعة بييلا في منطقة بيدمونت الإيطالية، وتبعد حوالي 60 كيلومتر (37 ميل) شمال شرق تورينو وحوالي 2 كيلومتر (1 ميل) شمال غرب بييلا. اعتباراً من 31 ديسمبر 2004 بلغ عدد سكانها 2678 نسمة وتبلغ مساحتها 3.4 كيلومتر مربع (1.3 ميل2) مربع)
تحد توليجنو البلديات التالية: أندورنو ميكا، بييلا، برالونجو، ساجليانو ميكا.